# Niederschachtofenwerk Calbe (Saale)

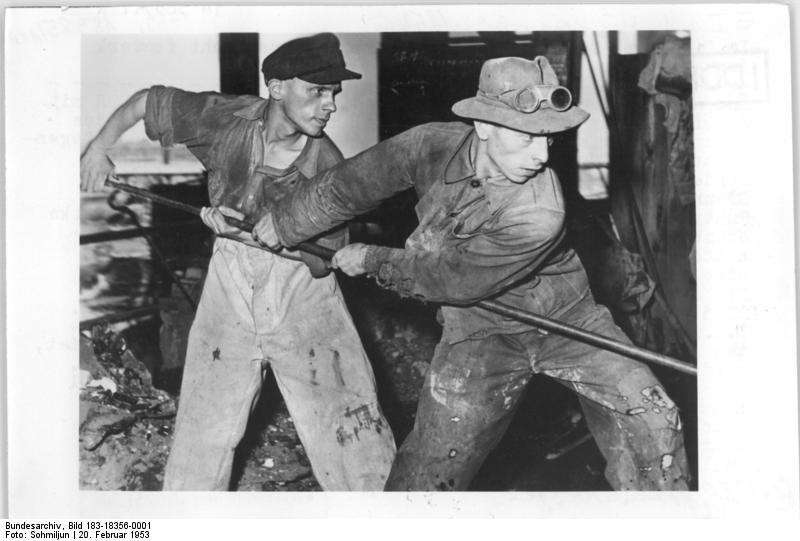
Hüttenarbeiter im Bergbau- und Hüttenkombinat Calbe (1953)

Das Niederschachtofenwerk in Calbe war eine Industrieanlage zur Gewinnung von Roheisen aus einheimischen Erzen (Siderit und Hämatit) in Verbindung mit Braunkohlenhochtemperaturkoks. Die Anlage sollte einen wesentlichen Teil des Roheisenbedarfs der DDR decken.

## Geschichte
1950 begann der Aufbau des ersten Niederschachtofens im Eisenwerk West bei Calbe (Saale), wo das von einem Forscherkollektiv unter Leitung von Kurt Säuberlich entwickelte Verfahren erprobt wurde. Das Werk nahm im Jahr 1951 (erster Roheisenabstich am 15. Oktober 1951) unter dem Namen Eisenwerke West (EWW) seinen Betrieb auf; damit war es die erste Anlage dieser Art weltweit. Das benötigte Erz kam aus den Eisenerzgruben Büchenberg, Braune Sumpf, Badeleben sowie der Schwefelkiesgrube Elbingerode, es konnte aufgrund des geringen Eisengehalts von 20 bis 25 Prozent nicht in normalen Hochöfen verhüttet werden. 1953 wurde zur Verwertung des Gichtgases ein Industriekraftwerk erbaut. 1959 fand die Umbenennung in VEB NOW Niederschachtofenwerk Calbe (Saale) statt. Im Jahr 1964 erfolgte der Zusammenschluss mit den oben genannten Eisenerzgruben unter dem Namen VEB BHK Bergbau- und Hüttenkombinat Calbe (Saale).
In den folgenden Jahren kam man zu der Erkenntnis, dass das Verfahren trotz weiterer Verbesserungen der Niederschachtöfen auch in Zukunft nicht rentabel werden würde, da die Verhüttung der eisenarmen Erze zu viel Braunkohlenhochtemperaturkoks benötigte. Hinzu kam, dass die 10 Niederschachtöfen mit je rund 100 t Tagesproduktion einen hohen Arbeitskräfteeinsatz forderten, auch gab es in Calbe keine weiterverarbeitende Industrie. So wurde schließlich 1970 das Werk stillgelegt. Die 2500 Beschäftigten in Calbe und die 1000 Arbeiter in den Erzgruben wurden in den Betrieben des neugeschaffenen Metallleichtbaukombinats untergebracht.
Die offizielle Eröffnung des Werks, noch bevor ein Ofen fertiggestellt und betriebsbereit war, wurde von Erik Neutsch in seinem Roman Der Friede im Osten thematisiert, insbesondere im 2. Teil, 7. Kapitel.